# New York State Route 27A
Pour les articles homonymes, voir Route 27A.
La New York State Route 27A (NY 27A) est une autoroute d'État (en) qui s'étend de Massapequa, dans le comté de Nassau, à Oakdale, dans le comté de Suffolk, sur Long Island, dans l'État de New York, aux États-Unis. Ses deux composantes les plus importantes sont Merrick Road (en) et Montauk Highway (en).

## Histoire

### Désignation et prorogation initiale
L'ensemble de l'actuelle NY 27A à l'est de Carman Mill Road a été initialement désignée comme faisant partie de la NY 27 au milieu des années 1920. À l'ouest de Carman Mill Road, la NY 27 suit Merrick Road à travers le sud du comté de Nassau jusqu'à l'entrée de New York, où elle se termine,. Carman Mill Road était à l'origine désignée comme NY 276 depuis environ 1941 jusqu'à la fin des années 1940. La NY 27 a été réaligné entre New York et Oakdale vers 1931 pour suivre le Sunrise Highway (autoroute du soleil). La partie du comté de Suffolk de son ancien tracé sur Merrick Road et Montauk Highway a été désignée comme NY 27A. À la fronti}ere du comté de Nassau-Suffolk, la NY 27A tourne pour suivre la route de la frontière du comté vers le nord jusqu'à la NY 27,.
La NY 27A était l'une des rares routes qui ont été prolongées jusqu'à New York à la mi-décembre 1934. Après le prolongement, elle commençait à New York State Route 1A (en) (NY 1A - Varick Street) dans le Lower Manhattan et suivait les rues Broome, Kenmare et Delancey vers l'est jusqu'au pont de Williamsburg menant à Brooklyn. Après avoir traversé l'East River, elle se dirigeait vers le sud-est en passant par Brooklyn sur Grant Street, Bushwick Avenue, Highland Boulevard, Force Tube Avenue, Ridgewood Avenue et Rockaway Boulevard. Les avenues Force Tube et Ridgewood, toutes deux à sens unique, en direction de l'est, constituaient la moitié d'un couplet à sens unique qui utilisait également Eldert Lane et la Etna Street en direction de l'ouest. En conséquence, Force Tube et Ridgewood Avenues ont conduit la NY 27A vers l'est tandis qu'Eldert Lane et Etna Street l'ont transportés vers l'ouest.
Dans le Queens, la NY 27A va sur les boulevards Rockaway, Baisley et Merrick jusqu'à la limite de l'arrondissement, où elle continue vers l'est dans le comté de Nassau sur l'alignement original de la NY 27 sur Merrick Road. La route reste sur Merrick Road jusqu'à la limite du comté de Suffolk, où elle rejoint son alignement initial. Les routes NY 27 et NY 27A se croisent à Rockville Centre, où le Sunrise Highway croise Merrick Road.